# Toni Bürgler (Musiker)
Toni Bürgler, bürgerlich Anton Bürgler, genannt Nühus Toni (* 14. November 1935 in Illgau; † 21. September 2022), war als Schweizer Akkordeon- und Schwyzerörgelispieler aktiv.

## Leben und Wirken
Als 1943 in Illgau eine Scharlachepidemie grassierte und die Familie Hausarrest erhielt, unternahm Toni seine ersten musikalischen Gehversuche – mit dem Schwyzerörgeli seines Bruders Josef. Von 1953 bis 1962 bildete er mit einem Josef Beschart sen. eine Ländlerkapelle. Sie traten an mehr als 50 verschiedenen Orten auf, darunter bei Radio Beromünster.
Während eines Aufenthalts im Kanton Zürich erlernte Toni Bürgler das Spiel auf dem chromatischen Akkordeon und erstand 1955 sein erstes Instrument. 1964 gründete er mit Paul Bürgler und seinem Bruder Fridolin, genannt Friedl, seine Stammformation, das Trio Bürgler. Paul spielte Akkordeon und Fridolin Bassgeige. Der Bassist Dominik Marty wurde beigezogen, und die Formation trat später als Kapelle Bürgler-Rickenbacher auf.
Der heute in Ibach wohnhafte Toni Bürgler ist gelernter Schneider und arbeitete zuletzt im örtlichen Zeughaus und als Kirchensigrist. Unter seinen zahlreichen Eigenkompositionen ist die wohl erfolgreichste der Ländler Bim Sity Domini. Nachdem er zahlreiche musikalische Stationen durchlaufen hatte, musste er 1971 aus gesundheitlichen Gründen kürzertreten.

## Flaschenklavier

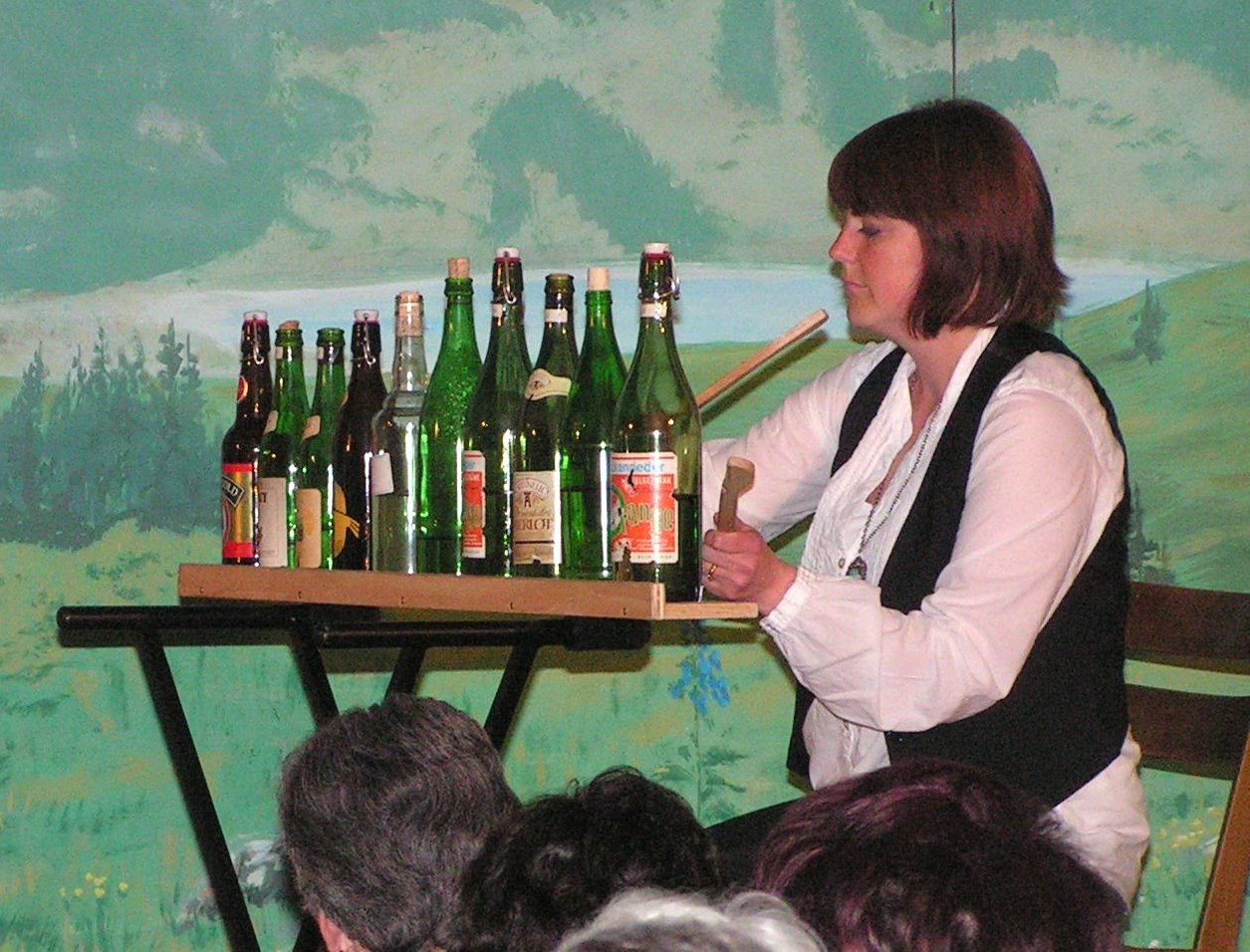
Flaschenklavier

Toni Bürgler gilt als Erfinder des Flaschenklaviers. Er liess sich durch einen Zirkusclown inspirieren, der mit einem Vasenklavier auftrat. Der Ländlermusikant startete einen Versuch mit gläsernen und mit Wasser angefüllten Flaschen, um diesen eine unverkennbare Klangfarbe zu entlocken. Das Flaschenklavier ist heute das wohl bekannteste Volksmusikexperiment des sogenannten Illgauerstils.